# Hilara scrobiculata
Hilara scrobiculata är en tvåvingeart som beskrevs av Friedrich Hermann Loew 1873. Hilara scrobiculata ingår i släktet Hilara och familjen dansflugor. Arten är reproducerande i Sverige. Inga underarter finns listade i Catalogue of Life.